# غيلي (أمان أباد)
غيلي (بالفارسية: گیلی) هي منطقة سكنية تقع في إيران في قسم أمان أباد الريفي. يقدر عدد سكانها بـ 280 نسمة .